# Blümlein (Adelsgeschlecht)
Blümlein (lat. Flosculus) ist der Name eines uradeligen, fränkischen Ministerialengeschlechts. Sie hatten die Dorfherrschaft im heute wüsten Ort Fuchsstatt inne. 

## Geschichte
Die Familie Blümlein tauchte bereits im 12. Jahrhundert in den Quellen erstmals auf. Erster Vertreter mit dem Namen war ein Theoderici (oder Dietrich) Blumelini, der 1160 in fürstbischöflich-würzburgischen Urkunden genannt wird. Er wurde noch 1164 als Zeuge für einen Gütertausch zwischen dem Kloster Naumburg und dem Kloster Oberzell aufgeführt. Sein Sohn oder Neffe Heinrich Blümlein, der 1176 genannt wurde, beerbte den Dietrich. 1189 erscheinen die Brüder Otto und Konrad Flosculus, die eventuell als weitere Söhne des Dietrich anzusprechen sind. Otto starb eventuell auf dem Dritten Kreuzzug, Konrad wurde nochmals 1192 genannt. Mit Dietrich (dem Jüngeren?) tauchten die Blümlein zwischen 1182 und 1217 mit einem Vertreter im Würzburger Domkapitel auf.
Im 13. Jahrhundert erscheint Konrad Blümlein als Zeuge in einer Urkunde Bischofs Otto an das Kloster Ebrach. Sein Sohn Konrad (II.) wurde ebenfalls in Diplomen der Würzburger Bischöfe erwähnt. Auch diese Generation brachte mit einem weiteren Konrad einen Domkanoniker in Würzburg hervor. 1284 wurde von den Brüdern Dietrich und Otto ein Streit über die Besitzungen in Stammheim beigelegt, die in den Jahrzehnten zuvor sogar bis Papst Alexander IV. vorgedrungen waren. Die beiden Brüder zogen in der Folge von ihrem Ansitz in Ebrach in die Burg Spiesheim. Als Würzburger Lehengüter wurden 1303 vor allem Einkünfte in Kolitzheim genannt. Die Familie besaß auch einen Hof zu Abtswind, den sie von den Grafen zu Castell zu Lehen erhalten hatten. Außerdem waren sie mit der Dorfherrschaft über das heute wüste Dorf Fuchsstatt belehnt worden. 
Die Verbindungen der Familie mit dem Haus Castell wurden noch enger, als Benigna, die aus der nicht standesgemäßen zweiten Ehe Graf Friedrich IV. zu Castell stammte, sich mit Hans Plümlein verheiratete. In der Folge mussten das Paar allerdings auf alle Güter der Grafschaft verzichten und wurden sogar darauf verpflichtet, einen Wohnsitz außerhalb des castellischen Großlangheim zu nehmen. Zwischen 1306 und 1311 stieg mit Heinrich Blümlein ein Mitglied der Familie zum Abt des Benediktinerklosters Neustadt am Main auf. Auch im 14. Jahrhundert tauchen mit Dietrich und Konrad, der nach 1309 starb, zwei weitere Domherren im Würzburger Kapitel auf. Als letzter Vertreter seines Geschlechts starb Andreas Blumlein zu Sachsenflur im Jahr 1488.

## Mitglieder
Teile der Stammliste der Familie lassen sich rekonstruieren.
- Dietrich Blümlein († 1303)
  - Arnold Blümlein († 1313) ⚭ Gertraud
    - Craft Blümlein
    - Conrad Blümlein, Burgmann zu Trimberg
      - Hans Blümlein der Alte (gen. 1336) ⚭ Benigna zu Castell
        - Hans Blümlein der Mittlere zu Wiesenfelden (gen. 1392 u. 1398)
          - Hans Blümlein der Jüngere (gen. 1417) ⚭ Anna von Schletten
            - Andreas Blümlein († 1488)

    - Friedrich Blümlein (gen. 1313)

  - Theodoricus Blümlein zu Schwebheim
    - Anna Blümlein ⚭ (1328) Heinrich Schrimpf
    - Hans Blümlein (gen. 1320)
    - Walther Blümlein, Burgmann zu Binsfeld

  - Gerlach Blümlein
  - Heinrich Blümlein[3]